# Везенков, Стоян
Стоян Иванов Везенков (болг. Стоян Иванов Везенков; 1828, Крушево Османская империя (ныне Республика Македония) — 12 января 1897, Одесса Российская империя) — болгарский революционер, борец за освобождение Болгарии от османского ига.

## Биография
В течение 25 лет работал в строительной сфере. Стал известным предпринимателем, осуществил многие постройки на османских Балканах, в том числе, ряд общественных зданий, церквей, две турецкие казармы в Битола и Сараево, несколько мостов через реки Нишава в Нише и Марица в Эдирне. Благодаря успешному строительству в империи со временем стал приближённым двора Блистательной Порты, часто находился в Стамбуле, был лично известен султану.
После Крымской войны (1853—1856) использовал свои контакты, познакомился и подружился со многими иностранными дипломатическими представителями.
Будучи сторонником панславянской идеи, в 1859 вместе с Иваном Шумковым пытался создать революционный комитет в Крушево. С 1861 года постоянно поддерживал контакт с российским консулом в Салониках Алексеем Лаговским и послом России в Стамбуле Алексеем Лобановым-Ростовским. В Битола познакомился с русским консулом М. А. Хитрово. Договорился об отправке младших братьев Петра и Константина на учёбу Россию. Во время своей поездки в Россию добился встречи с императором Александром II в его дворце в Крыму, где рассказал о положении христиан в Турции. Получил российское гражданство.
Позже С. Везенков встретился в Константинополе с сербским дипломатическим представителем Йованом Ристичем, обсуждал с ним программу Илии Гарасанина «Начертание» (1844 год), согласно которой тот призывал к свержению власти Турции на югославянских землях и их объединение под властью монархической Сербии. Для достижения этой цели договорились вести систематическую революционную пропаганду среди южных славян, с условием предоставления болгарам специальной политической ассимиляции.
В 1866 году, после начала восстания на Крите, сербское правительство, после консультаций с Россией, приняло решение о подготовке восстания против Османской империи. С этой целью, в Албанию был отправлен С. Везенков. В ходе поездки по западной Македонии, он встречался с албанскими лидерами, пытаясь привлечь их к общей болгаро-албанской антитурецкой кампании. В 1867 году С. Везенков пытался организовать вооруженное восстание в Крушево. При этом он поддерживал контакты с российским посольством в Константинополе и лично послом графом Н. П. Игнатьевым.
Во время поездки в Грецию для покупки оружия был схвачен турецкими властями. Доставлен в Ниш и приговорен к смертной казни через повешение, но при казни, веревка оборвалась и он был помилован. Смертную казнь заменили на 101 год тюрьмы. Его брат Константин, который в то время служил врачом в Верее (Россия), обратился с просьбой о помощи у императору Александру II. Письмо было подписано 50 видными российскими общественными деятелями, высокопоставленными лицами и родственниками самодержца. Александр II, который лично знал С. Везенкова, направил письмо султану с просьбой о помиловании.
В 1868 году он был освобождён и поселился в Белграде, где прожил несколько лет. Позже вместе с Ильо Воеводой, Г. Пулевским и Д. Беровским участвовал в создании Второй Болгарской легии, участвовал в сражениях с турецким гарнизоном.
Долгое время находился под сильным сербским влиянием, и подвергался критике за сотрудничество с сербским националистом Милошем Милоевичем, сочинение с ним подложных сербских песен: с этою целью они оба переводили на сербский язык чисто болгарские песни и большое их количество поместили в сборнике Милоевича: «Песме и обичаи укупног народа србског» (1869).
В 1876 году С. Везенков участвовал в сербско-турецкой войне, попал в плен к туркам. После войны был освобожден и переехал в 1877 году в Бухарест, а позже — в Одессу.
Россия в то время активно готовилась к войне с Османской империей. С военными поставками С. Везенков отправился в Кишинёв, там помогал графу Игнатьеву и М. Хитрово сформировать отряд болгарских добровольцев. По заданию русского командования стал набирать в Валахии и Сербии болгаров, желающих принять участие в войне на стороне России. Военное командование поручило ему во время войны задачу инженерного обеспечения прохода русских войск через Балканские горы. Его знания строителя оценивались на одном уровне с его организаторскими способностями.
В 1878 он присутствовал при подписании Сан-Стефанского мира. За героизм и активное участие в создании болгарских отрядов С. Везенков был награжден Александром II российским офицерским крестом Святого Георгия. Тогда же было принято решение направить его гражданским комиссаром македонских областей, входящих в Болгарское княжество.
Позже С. Везенков вернулся в Россию со своей семьёй. Умер в Одессе в 1897 году.